# Ventildrehvorrichtung
Unter den Ventilfedern können bei schnelllaufenden Verbrennungsmotoren Ventildrehvorrichtungen (auch englisch rotocaps genannt) eingebaut sein. Diese sollen ungleichmäßige Erwärmung und Verzug der Ventilteller sowie die Ablagerung von Verbrennungsrückständen auf Ventilteller und Ventilsitz verhindern, vor allem am Auslassventil.

## Wirkungsweise
Beim Öffnen des Ventils wird eine Tellerfeder, die unter der Ventilfeder angebracht ist, durch die ansteigende Federkraft abgeflacht. Die Tellerfeder drückt dabei verstärkt auf einen Ring von Kugeln.
Die Tellerfeder zwingt die Kugeln zum Abrollen auf ihren geneigten Bahnen und rollt selbst auf den Kugeln ab. Dadurch wird bei jedem Öffnungshub das Ventil etwas gedreht. Bei schließendem Ventil werden die Kugeln durch kleine Druckfedern in ihre Ausgangslage zurückgeschoben, ohne dabei auch die Tellerfeder und das Ventil zurückzudrehen.